# Druckluftölsperre

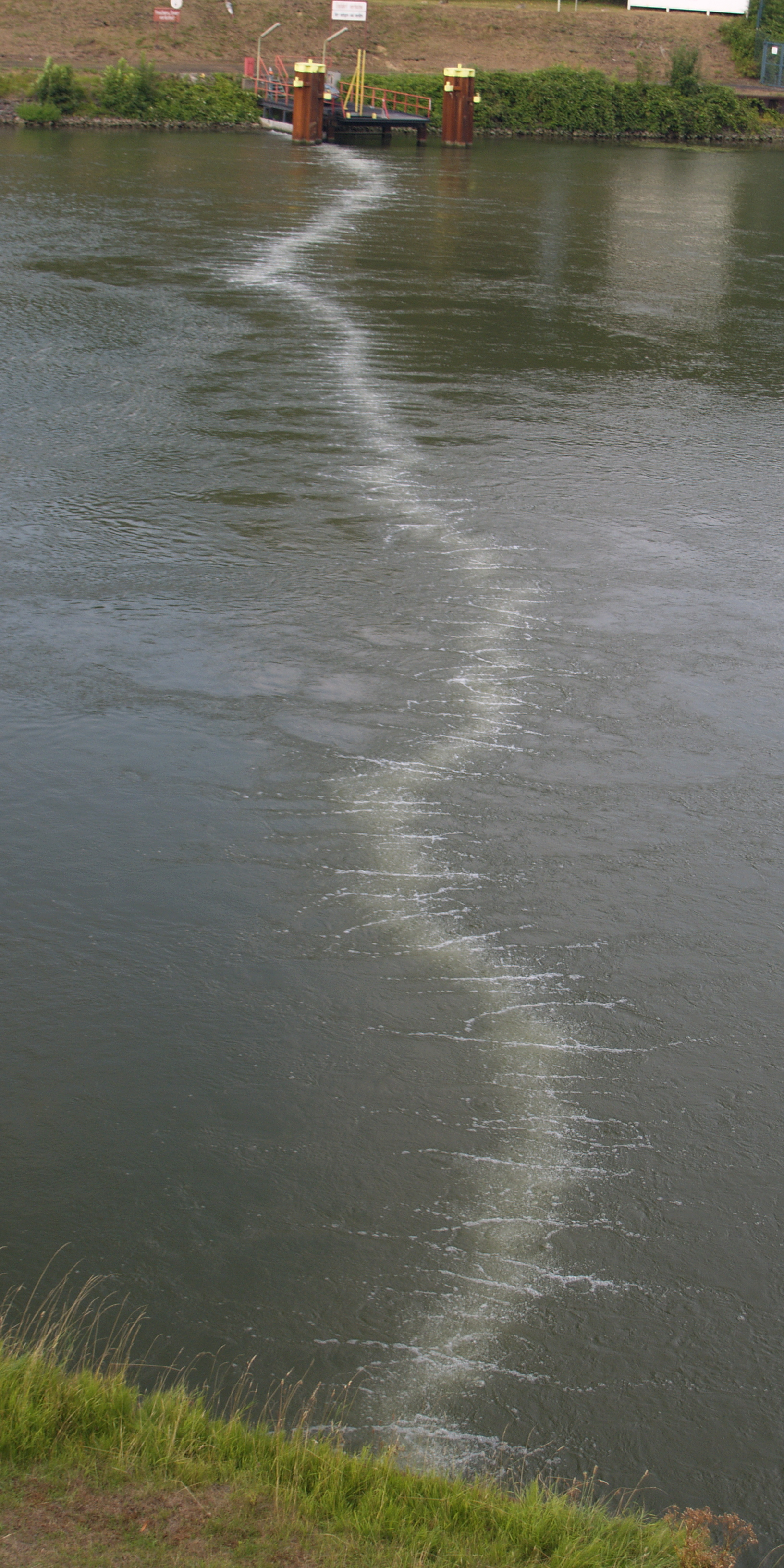
Druckluftölsperre in Betrieb

Eine Druckluftölsperre ist eine Vorrichtung, mit der vermieden werden kann, dass auf Wasser schwimmende Flüssigkeiten sich ausbreiten.

## Wirkprinzip
Aus einer unter Wasser verlegten Leitung austretende Druckluft steigt in Bläschen nach oben und reißt Wasserteilchen mit sich. Dadurch hebt sich der Wasserspiegel im Bereich der die Oberfläche erreichenden Bläschen. Das Wasser fließt seitlich ab. Es entsteht ein Wasserstrom, der einem eventuell sich ausbreitenden Ölteppich entgegenfließt und so die Ausbreitung über die Sperre hinweg verhindert.

## Anwendung
Mit einer auf dem Boden des Gewässers verlegten porösen Leitung kann man z. B. ein Hafenbecken absperren, um eine Ausbreitung bei der Verladung unbeabsichtigt austretender Öle oder Ölprodukte zu vermeiden. Diese sind dann viel leichter wieder einzusammeln oder abzusaugen. Gegenüber mechanischen Absperrungen, wie z. B. mit Schwimmkörpern, hat eine Druckluftölsperre den Vorteil, dass sie den Verkehr auf dem Wasser nicht behindert und durch Ein- und Ausschalten der Druckluft einfach aktiviert und außer Betrieb gesetzt werden kann.